# Max E. Keller
Max Eugen Keller (* 19. März 1947 in Aarau) ist ein Schweizer Komponist, Jazz-Pianist und improvisierender Musiker. Er war einer der ersten Free-Jazz-Musiker der Schweiz. Sein Œuvre umfasst mehr als 180 Werke aus unterschiedlichen Bereichen, auch der elektronischen Musik. Als Präsident leitete er von 1985 bis 1993 das Theater am Gleis. In Winterthur etablierte er auch die Konzertreihe musica aperta. Ausserdem war er von 2007 bis 2010 Präsident der Schweizerischen Gesellschaft für Neue Musik (SGNM) und der ISCM Switzerland, der Schweizer Sektion der Internationalen Gesellschaft für Neue Musik (ISCM). Für seine Verdienste um die zeitgenössische Musik wurde er u. a. 2006 mit dem Kulturpreis der Stadt Winterthur ausgezeichnet.

## Leben
Max Eugen Keller stammt aus einer alten Aarauer Gewerbefamilie und Sohn eines Druckereibesitzers. Zu seinen Vorfahren gehören die freisinnigen Politiker Gottfried und Emil Keller. Seine Mutter sang im Cäcilienverein und gab ihm ein musisches Fundament. Keller erhielt in seiner Jugend Blockflöten- und Klavierunterricht und besuchte von 1964 bis zur Matur 1967 die Alte Kantonsschule Aarau, an der zu jener Zeit einige nachmalige Musiker unterrichtet wurden.
Entgegen dem traditionellen Musikbetrieb war er von 1966 bis 1973 als einer der ersten Free-Jazz-Musiker (Pianist und Tenorsaxophonist) der Schweiz aktiv. Im Jahr 1967 debütierte er im Trio beim Internationalen Amateur Jazz Festival Zürich. Auf Tournee war er u. a. mit Don Cherry. Er spielte in dieser Zeit auch in verschiedenen Improvisationsensembles, wie der 1969 gegründeten Gruppe für Musik – mit Musikern aus der freien Improvisation und dem Free Jazz – und dem 1970 gegründeten deutsch-schweizerischen Trio NED. Zur letztgenannten Besetzung gehörten die Musiker  Gerhard Stäbler (Stimme) und Wilhelm Schulz (Cello). Keller trat sodann bei Konzerten und im Rundfunk der Schweiz, in Deutschland, Belgien, in der Tschechoslowakei und in Polen auf.
Von 1967 bis 1974 studierte Keller Musikwissenschaft (bei Hans Oesch), Germanistik und Geschichte an der Universität Basel. Während seiner Studien war er kurzzeitig Assistent von Wulf Arlt, dem Leiter der Schola Cantorum Basiliensis, und Studentenvertreter in der Regenz der Universität. Das Studium schloss er als Gymnasiallehrer für Deutsch und Musik ab. Gleichzeitig absolvierte er ab 1969 ein Kompositionsstudium bei Hans Ulrich Lehmann an der Musik-Akademie der Stadt Basel.
Im Jahr 1970 besuchte er erstmals die Internationalen Ferienkurse für Neue Musik in Darmstadt. Dort wurde er, damals noch Student, als ein Stellvertreter in das Komitee der Ferienkurse gewählt. Kontrovers verlief sein Auftritt 1972 (Teilnahme als Stipendiat der Stadt Darmstadt), als er nach politischen Äusserungen in der Basler National-Zeitung kurzzeitig von den Kursen ausgeschlossen wurde. Gemeinsam mit Rudolf Frisius, Reinhard Oehlschlägel, Nicolaus A. Huber, der sein späterer Lehrer wurde, und Ernstalbrecht Stiebler forderte er gegenüber der Leitung der Darmstädter Ferienkurse um Ernst Thomas mehr Demokratie und Internationalisierung. Im folgenden Jahr erhielt er Kompositionsunterricht bei Helmut Lachenmann. Von 1975 bis 1976 studierte er dann Elektronische Musik bei Nicolaus A. Huber und Dirk Reith an der Folkwang-Hochschule Essen. Ausserdem komponierte er seine ersten Stücke. Von 1976 bis 1977 war er als Stipendiat der Heinrich-Strobel-Stiftung des Südwestrundfunks (SWR) bei Thomas Kessler und Thomas Johnson am Elektronischen Studio Basel tätig. Ebenda entstand auch sein erstes elektroakustisches Werk Sicher sein… (1976) für Sprecher und Tonband. Er arbeitete in der Folge an szenischer und politischer Musik, so beispielsweise an der Kantate Fontamara (1984–86) nach dem gleichnamigen Roman von Ignazio Silone, die in mehreren europäischen Ländern, auch bei Rundfunkanstalten, aufgeführt wurde.
Von 1977 bis 1998 war er Lehrer für Deutsch und kulturelle Fächer an der Ingenieurschule Technikum Winterthur. Zudem wirkte er wieder seit 1980 als improvisierender Musiker mit den Schwerpunkten Klavier und elektronische Musikinstrumente. Konzertreisen führten ihn nach Südamerika, Deutschland, in die Niederlande und die Schweiz. Musikalische Begegnungen hatte er u. a. mit Dani Schaffner, Christoph Gallio, Peter A. Schmid und Mathias Rissi im Improvisationsensemble Tangramusic (seit 1988), mit Hannes Bauer und Dietrich Petzold im Trio Ampio (seit 2003) sowie mit Kurt Grämiger, Daniel Mouthon, Thomas Borgmann, Hans Koch, Urs Leimgruber, Günter Müller, Hans Hassler, Charlotte Hug, Matthias Ziegler, Christian Wolfarth, Günter Heinz und Barry Guy in verschiedenen kammermusikalischen Besetzungen.
Bis 2014 organisierte er Neue-Musik- («musica aperta», seit 1999) und Jazz-Konzerte («JazzAmMittwoch») im Theater am Gleis in Winterthur. Von 1985 bis 1993 war er Präsident dieses Kleinkunsttheaters, danach verblieb er bis 2005 im Vorstand. Im Jahr 1985 gehörte er mit den Kulturschaffenden Christoph Keller, Mathias Knauer und Jürg Stenzl zu den Mitveranstaltern der Tage für politische Musik im Theater am Neumarkt Zürich. Gekrönt wurde die Veranstaltung durch die szenische Aufführung von Friedrich Schenkers Missa nigra durch die ostdeutsche Gruppe Neue Musik Hanns Eisler. Keller war dann Repräsentant des Schweizer Tonkünstlervereins bei der Musik-Biennale Berlin (DDR). Von 1989 bis 1991 war er als Vorstandsmitglied in der IGNM Zürich vertreten. Als Nachfolger von Jean-Luc Darbellay wirkte er von 2007 bis 2010 als Präsident der Schweizerischen Gesellschaft für Neue Musik (SGNM). Seit 2014 ist er Sekretär der SGNM, die nunmehr durch Javier Hagen geleitet wird. Ausserdem beteiligt sich Keller regelmässig mit Beiträgen in der Neuen Zürcher Zeitung sowie im Landboten und Tages-Anzeiger an öffentlichen Diskussionen zur Schweizer Kultur- und Bildungspolitik.
Seit den 1970er Jahren hat er etwa 180 Stücke komponiert, elektronische Musik mit eingeschlossen. Seine Werke wurden in Europa, Australien, Südafrika, Nord- und Südamerika, Russland, Korea, China, in der Mongolei und in Aserbaidschan aufgeführt. Zu den Interpreten gehörten u. a. das Orchester Musikkollegium Winterthur, das Tonhalle-Orchester Zürich, die Gruppe Neue Musik Hanns Eisler und das Ensemble Sortisatio. Die Weltmusiktage der Internationalen Gesellschaft für Neue Musik (IGNM/ISCM) in Zürich (1991) und Mexiko-Stadt (1993), das New Music Miami ISCM Festival (2002) sowie die Biennalen Berlin und Paris nahmen ihn ins Programm auf. In Montevideo wurde 1995 ein Komponistenporträt über ihn abgehalten. Mit einem Stipendium des Kantons Aargau (1999) hielt er sich von Januar bis März 2000 in einem Berliner Atelier an den Hackeschen Höfen auf. Insgesamt zwei Grammont-Porträt-CDs von Musiques Suisses entstanden über Keller, darunter auch die Aufnahme seiner Orchestermusik Mondlandschaft (1999) mit dem Tonhalle-Orchester unter der Leitung des US-amerikanischen Dirigenten David Zinman.
Keller lebt mit seiner Familie in Winterthur.

## Tonsprache
Max E. Keller gehört der sogenannten 68er-Generation an, was sich ebenso in seiner Tonsprache ausdrückt. Keller ist mit Improvisationsmusik aufgewachsen und definierte diese 1973 als: «Improvisation […] hebt die Arbeitsteilung Komponist – Interpret, die immer ein Herrschaftsverhältnis impliziert, tendenziell auf. Nicht mehr hat ein Interpret nachzuspielen, was ein Komponist ihm vorschreibt, sondern der Improvisator ist zugleich der Schöpfer und Spieler des Erklingenden. Innerhalb eines Kollektivs versucht der einzelne Spieler, sich musikalisch zu verwirklichen, sich frei zu entfalten in der dialektischen Beziehung zu seinen Mitspielern.» Der Tübinger Musikwissenschaftler Otto Paul Burkhardt sieht seine Werke daher mit  „eine[r] gewisse[n] Distanz zu gängigen Schreibweisen“. Einige von Kellers Kompositionen sind bewusst nicht auskomponiert und weisen Free-Jazz-Elemente auf. So lassen sich bei seinen rhythmischen Werken Grundgesetz I für vier Sprecher und Sinfonieorchester (1977) und tenuto, battuto, fulminante für Sinfonieorchester (2001) Anklänge an den Jazz finden.

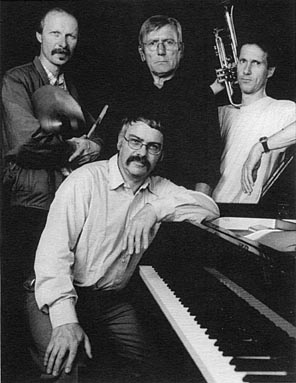
Max E. Keller am Klavier mit Dani Schaffner, Hans Suter und Stefan Wyler (2000)

Durch die Auseinandersetzung mit Neuer Musik unter Helmut Lachenmann in den 1970er Jahren fand Keller Zugang zur sogenannten «Ernsten Musik». Beeinflusst durch seinen deutschen Kompositionslehrer, entwickelte er Sympathien für die «Geräuschmusik» (Musique concrète). Später komponierte er unter Einsatz von Tonbändern und Synthesizern mehrere elektroakustische Stücke. Sein linkes gesellschaftskritisches Anliegen versucht er durch die Kombination von Musik und Text (Fried, Weibel, Geerk) auszudrücken. Dabei nimmt er stilistisch Bezug zu Hanns Eisler, der ebenso expressionistische Ansätze verfolgte. Keller liess in seine Werke gleichermassen serielle und freie Ansätze einfliessen. Er verwendete Gestaltungstechniken der Schönberg-Schule, wie beispielsweise Dodekaphonie. Bei Keller ist eine besondere Hinwendung zum Musiktheater festzustellen. Zu seinen umfangreicheren szenischen Werken gehören u. a. die Miniaturoper Egon – aus dem Leben eines Bankbeamten (1981), die Kantate Fontamara (1984–1986) und die Kammeroper Die Axt (2004–2006). Durch seine szenisch-theatralischen Beiträge wie Achuapa/Nicaragua (1986), Swissfiction (1990) und Konfigurationen III (1991) bindet er den Hörer trotz Komplexität an seine Werke. Seit den 1990er Jahren komponiert er überwiegend textlos für Instrumentalbesetzungen. Nach Aussagen des Zürcher Komponisten Alfred Zimmerlin versucht Keller derzeit «kammermusikalisch neue, ungewohnte Klangordnungen zu suchen».

## Auszeichnungen
Max E. Keller wurde mehrfach mit Preisen und Förderbeiträgen ausgezeichnet. Seinen ersten Preis erhielt er 197? für Sicher sein… beim Concours international de musique electroacoustique in Bourges (Frankreich). Es folgte 1995 ein Förderpreis der Schweizerischen Bankgesellschaft in Zürich für Kreuzende Wege, den er mit Werner Bärtschi, Ulrich Gasser, Martin Sigrist und Peter Wettstein teilte. 1997 wurde er für seine Verdienste um die zeitgenössische Musik in Winterthur mit dem mit 10000 Franken dotierten Carl-Heinrich-Ernst-Kunstpreis ausgezeichnet. Im Jahr 2001 erhielt er für tenuto, battuto, fulminante einen Förderbeitrag des Aargauer Kuratoriums. Ein Beitrag an das künstlerische Schaffen des Aargauer Kuratoriums (2003) schloss sich an. Im Jahr 2006 erhielt er für sein «grosses musikalisches Schaffen, das international Beachtung findet» den Kulturpreis der Stadt Winterthur. Ein weiterer Beitrag an das künstlerische Schaffen des Aargauer Kuratoriums wurde ihm 2008 zuerkannt. Zuletzt wurde Keller 2012 mit einem zweiten Preis beim Kompositionswettbewerb der Deutschen Oper Berlin (für: wanawizzi) ausgezeichnet.

## Diskografie
- Procuste Deux Étoiles / Windows / Repetitionen I–V (pläne 1988) mit Martin Derungs // Repetitionen I–V
- Kammermusik (Col Legno 1990) mit David Riniker, Burkhard Glaetzner, Gerhard Erber, Béatrice Mathez Wüthrich, dem ensemble für neue musik zürich unter Dominik Blum und dem Radio-Sinfonieorchester Basel unter Bernhard Wulff // Dornenbahn, Friedenslied eines Oboisten, Zustand I–VII, Achuapa/Nicaragua, Konfigurationen II
- Klingen im Gegenwind [Kammermusik 1986–1993] (Jecklin 1995) mit Teodoro Anzellotti, Christoph Jäggin, Martina Bovet, Heinrich Mätzener, Christine Theus, dem Ensemble Opera Nova, Christoph Brunner, dem Ensemble Aventure und Johannes Nied // Aushalten und Bewegen, Erinnerungen IV, Gesänge IV, Neungestalt, Zerblasen
- Kreuzende Wege – Komponistensekretariat Zürich (Grammont MGB 1997) mit der Sinfonietta Wetzikon unter Howard Griffiths // Pentalog
- ex machina (Cybele 2001) mit Hans Suter // Sie
- Rotondo oder «die Kunst des Fügens» (STV/ASM 2002) mit dem Ensemble Aventure unter Christian Hommel // Rotondo
- Max E. Keller (Grammont MGB 2003) mit dem Tonhalle-Orchester Zürich unter David Zinman, Johannes Nied, Victoria Ifrim, der Gruppo Musica Insieme di Cremona, Susanne Stelzenbach, Ralf Hoyer, Eiko Morikawa, Sarah Hornsby, Daniel Göritz und dem Silesian String Quartet // Mondlandschaft, Dialogfelder, Progressionen, String Trio, agieren und reagieren, Deformationen, Streichquartett Nr. 2
- Festival l’art pour l’Aar – Konzert November 2003 (M&S 2006) mit dem Leipziger Schlagzeugensemble // insieme, a coppie, indipendente
- accent – figure – layer (Dreamscape 2010) mit Christoph Erb, Dani Schaffner, Max E. Keller, Egidius Streiff, Muriel Schweizer und Dominique Girod // accent, unione e tremolo, layer, figure, accent and layer, all three, nononono, from three to one
- Marcela Pavia – Max E. Keller (NEOS 2011) mit Werner Bärtschi, dem Quadriga Fagott Ensemble und dem Trio Flair // Selbstgespräche, Cinque, Trio Fluido
- Grammont Sélection 5 (Grammont MGB 2012) mit Katja Guedes und Matthias Bauer // Die Schwestern
- Vier Politische Kompositionen für Tonband (Tochnit Aleph 2015) // Sicher sein…, Hymnen, Sie, Grundgesetze I
- Grammont Sélection 8 (Grammont MGB 2015) mit dem Trio Aventure // wachsen und welken
- wider-wege (streiffzug 2017) mit dem mdi ensemble unter Robert HP Platz, Werner Bärtschi, dem Chor LEX VOIX unter Nicolas Farine, dem Trio Aventure, dem Ensemble UMS ’n JIP, Jürg Henneberger, Tomasz Herbut, dem Symphonischen Orchester Zürich unter Daniel Schweizer, Satoko Inoue, Laura Pohl, dem Ensemble Horizonte unter Jörg-Peter Mittmann, dem Ensemble ECLAT unter Jinsoo Kim, Egidius Streiff, Sabina Matthus-Bébié, Peter Zimpel, Susanne Böke-Kern und dem Rundfunk Sinfonieorchester NOS Hilversum unter Francis Travis // Keim – con sorpresa, Dreiklang, Abschied, wachsen und welken, Mobile, Das ganze Leben, Mi ricordo, Mutter Natur, 5. Streichquartett, Ruh’, Sette forme di muoversi, Nebel, Fern(seh) – Mitleid, Grundgesetze I
- Max E.Keller / Sheldon Suter / Marco von Oreilli: Blow, Strike and Touch (hatOLOGY 2017)
- Klee-Impressionen, Musik und «polyphone» Bilder (M&S 2018) mit dem Ensemble Sortisatio // wie Kraut und Rüben

## Publikationen (Auswahl)
- Gehörte und komponierte Struktur in Stockhausens „Kreuzspiel“. In: Melos 39 (1972) 1, S. 10–18.
- Die Darmstädter Delegation von 1970 zieht das Fazit. In: Melos 39 (1972) 6, S. 360–361. (gemeinsam mit Rudolf Frisius, Reinhard Oehlschlägel, Nicolaus A. Huber und Ernstalbrecht Stiebler)
- Improvisation und Engagement. In: Melos 40 (1973) 4, S. 198–203.
- Der Widerstand ist tot! Es leben die Widerstände! In: Dissonanz 105 (2009), S. 23.